# Ličanka
Ličanka (także Fužinarka) – rzeka (ponornica) w Chorwacji, przepływająca przez Gorski kotar. Jej całkowita długość wynosi 20,4 km.
Powierzchnia jej dorzecza wynosi 54 km². Jej źródła znajdują się u podnóża szczytów Rogozno (1066 m n.p.m.) i Petehovac (965 m n.p.m.). Odcinek przepływający przez Fužine nazywany jest „Fužinarką”. Dla celów hydroenergetycznych zbudowano na nim zaporę i sztuczny zbiornik wodny Bajer. Poniżej zapory koryto zostało częściowo uregulowane w latach 90. XX wieku.
W pobliżu wsi Lič wody Ličanki wpływają do ponoru na obszarze Ličkiego polja, a ponownie na powierzchnię wypływają w okolicach Malego Dolu na terenie Vinodolu i płyną przez kolejne 12 km. Odcinek ten nazywany jest „Dubračiną”. Do Morza Adriatyckiego wpadają koło Crikvenicy.